# Damelanger Teerofen
Damelanger Teerofen war eine Siedlung mit einem Pechofen in der Zauche im heutigen Landkreis Potsdam-Mittelmark (Brandenburg).

## Geschichte
Der Teerofen wurde erstmals im Jahr 1775 in der Schreibweise Damelang Teerofen urkundlich erwähnt. In den Jahren 1780/1784 wurden dort vier Kolonisten angesetzt. Das Etablissement entwickelte sich zu einer Siedlung, in der im Jahr 1895 insgesamt 46 Wohnhäuser standen, in denen 174 Menschen lebten. Im Jahr 1925 waren es 251 Einwohner. Zu dieser Zeit wurde die Siedlung bereits als Wohnplatz Damelanger Teerofen der Gemeinde Damelang geführt (1905). Dort erschien er letztmals im Zuge der Bildung der Landgemeinde Damelangs im Jahr 1931.